# Estadio Olímpico de Montevideo
Estadio Olímpico é um estádio multi-uso, localizado no bairro do Cerro, em Montevidéu, Uruguai, pertence ao Rampla Juniors Fútbol Club. O estádio tem capacidade para 9.500 pessoas e foi construído em 1923. Para a construção do estádio foi preciso lapidar o terreno pedregoso, o que rendeu ao clube o apelido de Picapiedras.
Originalmente, chamava-se Parque Nelson, depois mudando para Estádio Olímpico.
Ele está localizado no Villa del Cerro, com vista para a baía de Montevidéu. Um dos lados há um muro diretamente limitando o campo com o Rio da Prata, tornando-se um estádio particularmente pitoresco (muitas vezes a bola vai parar no rio). Atualmente é usado principalmente para o futebol. 